# 라파즈군

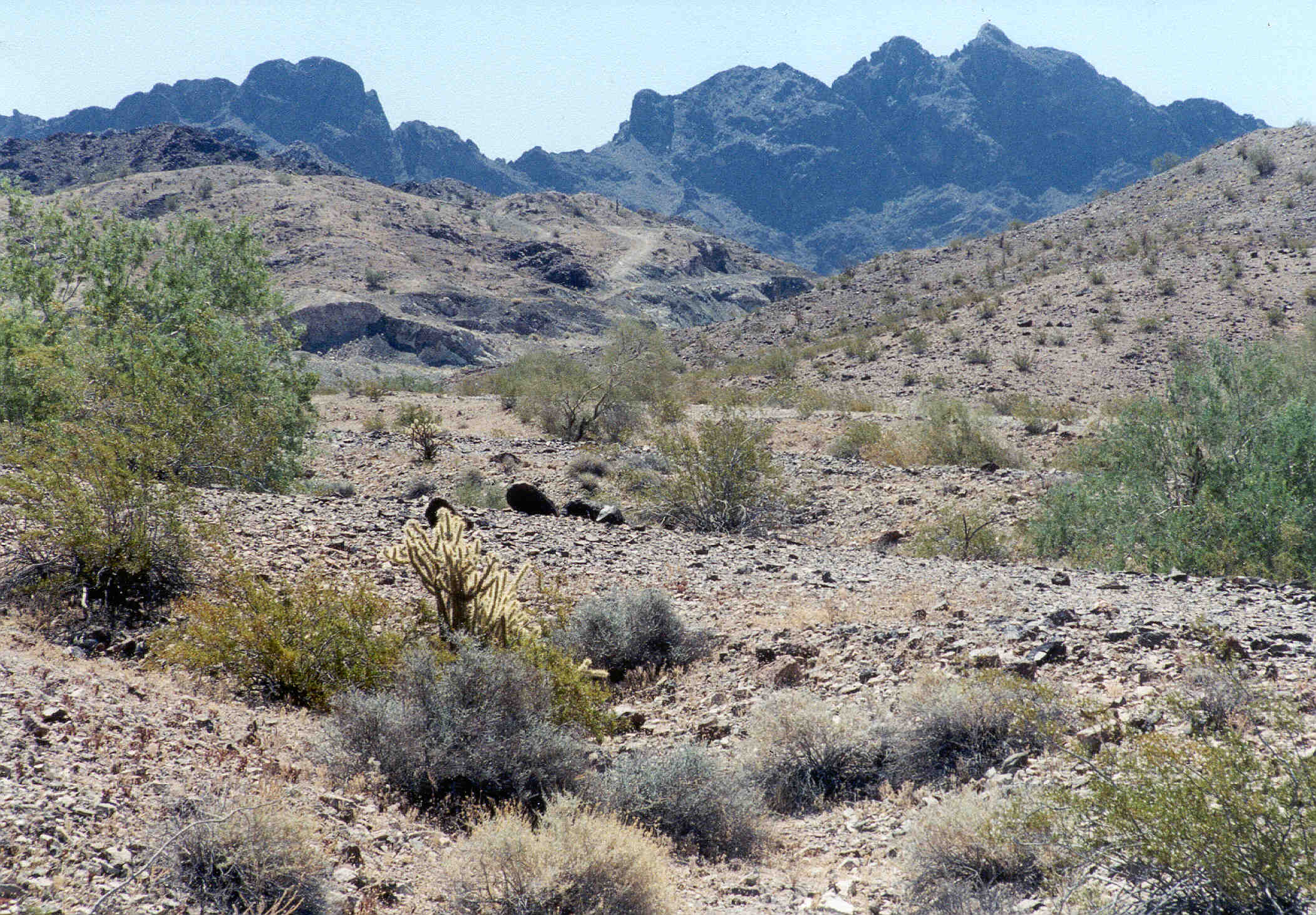

라파즈군 또는 라파즈 카운티(La Paz County)는 미국 애리조나주 서부에 위치한 군이다. 2010년 기준으로 이 지역의 인구 수는 총 20,489명이다. 2019년 추산으로 이 지역의 총 인구 수는 21,108명이다. 카운티청 소재지이자 최대도시는 파커다.

## 인구
| 인구조사                                  | 인구   | Note  | %±    |
| ----------------------------------------- | ------ | ----- | ----- |
| 1990년                                    | 13,844 |       | —     |
| 2000년                                    | 19,715 |       | 42.4% |
| 2010년                                    | 20,489 |       | 3.9%  |
| 2019 (추산)                               | 21,108 | [ 1 ] | 3.0%  |
| U.S. Decennial Census 1990–2000 2010–2018 |        |       |       |